# الشرطة الوقائية الإيرانية
الشرطة الوقائية (بالفارسية: پلیس پیشگیری ناجا) هي قسم فرعي من قوة إنفاذ القانون في إيران ووكالة إنفاذ القانون المسؤولة عن منع الجريمة. شرطة فراجا الوقائية (پليس پیشگیری) التابعة لـ NAJA هي إدارة شاملة تضم فروعًا متعددة مسؤولة عن أمن جميع مراكز الشرطة والمرافق الحكومية، وأمن السكك الحديدية، وأمن المطارات، والأمن القضائي، بالإضافة إلى حماية محطات الإذاعة والتلفزيون، ومواقع التراث الثقافي والسياحي، ومواقع الطاقة الذرية، والموارد الطبيعية للبلاد، وخدمات الحماية الخاصة